# 帶袖蝶屬
帶袖蝶屬（學名：Podotricha）是蛺蝶科釉蛺蝶亞科中的一個屬。兩個物種分佈在南美洲中海拔的安第斯山脈。